# سام ويلسون (عالم مارفل السينمائي)
صمويل توماس "سام" ويلسون هو شخصية خيالية أدّاها أنتوني ماكي في عالم مارفل السينمائي، مبنية على شخصية مارفل كومكس التي تحمل الاسم نفسه والمعروفة في البداية بلقبها الأصلي فالكون، ولاحقًا كـ كابتن أمريكا. يُصوَّر ويلسون في البداية كجندي سابق في قوات الإنقاذ القتالي التابعة لسلاح الجو الأمريكي، متخصص في استخدام حقيبة نفاثة متطورة مزودة بأجنحة قابلة للحركة. بصفته مقاتلًا ماهرًا ومخططًا استراتيجيًا بارعًا، يصبح ويلسون صديقًا مقرّبًا لـستيف روجرز بعد مساعدته له أثناء انتفاضة منظمة "هيدرا"، ثم يقوم روجرز بتجنيده لاحقًا للانضمام إلى المنتقمين.
خلال الأحداث المترتبة على اتفاقيات سوكوفيا، ينحاز ويلسون إلى روجرز ويصبح هاربًا من القانون. يعود للصفوف خلال الصراع ضد ثانوس، لكنه يقع ضحية لـ "الاختفاء" (Blip). بعد عودته إلى الحياة، يعيّنه روجرز، الذي تقاعد حينها، ليصبح كابتن أمريكا الجديد، ويسلّمه نسخة مصممة خصيصًا من الدرع الأيقوني. إلا أن ويلسون، معتقدًا أنه لا يستطيع أن يرقى إلى هذا اللقب، يسلّم الدرع إلى الحكومة الأمريكية، التي تعيّن جون ووكر كابتن أمريكا بديلًا. خلال الصراع مع ووكر ومع جماعة "محطمي الأعلام"، يتقبل ويلسون في النهاية اللقب، وينقل بدوره عباءة "فالكون" إلى خواكين توريس. بصفته كابتن أمريكا، يدخل ويلسون في صراع مع ثاديوس روس، الذي كان تحت تأثير تلاعب الدكتور صامويل ستيرنز. بعد أن يوقف ستيرنز وينقذ روس، يبدأ ويلسون في إعادة تشكيل فريق المنتقمين.
يُعد ويلسون شخصية محورية في عالم مارفل السينمائي، حيث ظهر في سبعة أفلام حتى عام 2025 كما كان بطل المسلسل القصير الفالكون وجندي الشتاء (2021). يُعتبر ويلسون أول كابتن أمريكا أسود في عالم مارفل السينمائي، وقد لقي أداء ماكي للشخصية إشادة إيجابية، كما أدى الدور الرئيسي في فيلم كابتن أمريكا: عالم جديد شجاع (2025).